# 関森ありさ
関森 ありさ（せきもり ありさ、1996年11月10日 - ）は、日本のDJ、ラジオパーソナリティ、車夫で肩書は「人力車DJ」。所属する人力車会社の店長になった事を機に「人力車店長DJ」の肩書きも使っている。東京都江東区出身。

## 来歴
江東区立深川第三中学校、2015年に國學院高等学校、2019年に國學院大学法学部法律学科、それぞれを卒業する。中学で生徒会長を務めるなど会話が好きだった。大学でアナウンサーを目指すが自己アピールに乏しく、全国100社以上の放送局で入社試験に落選した。
通所するアナウンサースクールで「トーク力を磨くために」とアドバイスされて、人力車夫を始める。2018年に大学4年生で人力車会社「天下車屋」に所属し、浅草で3か月、姫路で1か月間社長の下で、それぞれ研修して俥夫となる。日頃は浅草で営業し、ラジオが休みの時期に姫路で城周りなどを案内する。
人力車夫を勤めながらアナウンサー採用を受験し、大学卒業式直後に江東区のコミュニティFMレインボータウンFMに「拾ってもらった」感覚で入社する。2019年4月から局員として所属し、パーソナリティやディレクターを担当する。ラジオ局員と人力車夫を兼業し、ラジオの魅力を直接伝えることは面白いと思いダブルワークを始める。リスナーが人力車に乗り、人力車の客がラジオを聞く相乗効果が生まれた。格闘家のバン仲村、吉永啓之輔、黒石高大、瓜田純士や元ラグビー選手のノッコン寺田、が来客した。乙武洋匡もラジオ番組の収録で人力車に乗車している。社長と局長は兼業に理解があり感謝している、とラジオで語る。車夫とラジオ局員をそれぞれ週の半分程度勤め、昼間浅草で人力車、夜はラジオ局の日もある。2025年1月からは，ラジオ局でDJ等務める傍ら所属する人力車会社の浅草店店長も務める。

## 人物
- 趣味は、お笑いライブに行く事。お笑いが好きで、浅草リトルシアターが特に好む。ラジオでメイプル超合金安藤なつ、安田大サーカス団長安田、鳥居みゆき、Yes!アキト、スギちゃん、らと共演する。
- 特技はピアノ、母がピアノ講師で幼少期から音楽をむ。
- 両親が仕事で忙しく祖父母の家にいる事が多く、大好きな祖父は視力が衰え、幼少期からラジオを好む[1]。NHKのラジオ深夜便は祖父と昔から聞いていて特に好む。ラジオ取材でもラジオを好きになったきっかけは，祖父と小さい頃から「NHKラジオ深夜便」を聞いていたからと話していて実際にその後、NHKラジオ深夜便のインタビューというコーナーで，亡き祖父との思い出の番組に出演した。
- レインボータウンFM、Radio JUKEBOXの番組内「まきれぽ」のコーナーを担当する（毎週火曜日13:30から）。自身担当の最長寿番組で、様々なラジオについて語るコーナーで「まきれぽのコーナーは、すごく思い入れ深い番組で、まきれぽがあるからこその関森ありさだ。」と語る。

## メディア出演
2020年以前
- レインボータウンFM ラジオこうとう - リポーター出演
- レインボータウンFM「PerfectFree 」 - パーソナリティ
- レインボータウンFM ラジオこうとう - リポーター出演

2020年
- レインボータウンFM「PerfectFree 」パーソナリティ
- テレビ東京ドラマ「警視庁遺失物捜査ファイル」 - 板野友美を案内する人力車俥夫 役
- レインボータウンFM「火曜BEAST」 - *ワンマンDJ
- レインボータウンFM「水曜スペシャル」 - ワンマンDJ担当

2021年
- レインボータウンFM 登録者数200万人以上YouTubeチャンネル「ボンボンTV」の前座番組「SamediLips」 - ワンマンDJ担当
- レインボータウンFM「ミュージックデリバリーDX」 - ワンマンDJ担当
- InterFM 「伊織もえのCHUCHUチューズデイ～夜ふかしラジオ～」 - ゲスト出演
- 渋谷のラジオ やきそばかおるの「ラジオコンシェルジュ」 - ゲスト出演

2022年
- 登録者数130万人YouTube「プリッとchannel」5万円vs500円サバイバル夏休み - 人力車俥夫として出演
- 渋谷のラジオ やきそばかおるの「ラジオコンシェルジュ」 - ゲスト出演
- ニッポン放送　戦場カメラマン渡部陽一の「明日へ喝」 - ゲスト出演
- レインボータウンFM 登録者数200万人以上YouTubeチャンネル「ボンボンTV」の前座番組「SamediLips」 - ワンマンDJ担当
- レインボータウンFM「ミュージックデリバリーDX」
- Synapse テレビとラジオを応援するマガジン
- やきそばかおるのI love RADIO (10月掲載)
- なかの芸能小劇場 お笑いライブアシスタント - MC担当
- 東京新聞 人力車 DJ の記事掲載(12月)

2023年
- NHKラジオで始まる2023 - ゲスト（1月1日）
- 第一工科大学 留学生にセミナー 「日本文化、浅草人力車の魅力」90分（J:COM ジモト応援!つながる NEWS 取材付き）
- 東京チャレンジマラソンハーフマラソン21キロ - 人力車衣装と足袋で出演 21キロ完走（J:COMジモト応援!つながる NEWS 取材付き）
- 都営浅草線浅草駅ポスター(2月掲載)
- 京急空港線羽田空港第3ターミナル駅ポスター (3月掲載)
- J:COMジモト応援!つながるNEWS - 3月23日ゲスト出演 (3月24日が人力車発祥の日にちなんで、浅草人力車の魅力を雷門前から中継)
- 東京駅ポスター (5月掲載)
- 文化放送おとなりさん「教えて!全国☆ラジオスター」（5月5日） - ゲスト出演
- Tokyofm  川音希はじまりのラジオ(7月ゲスト出演)
- TBSテレビ　ドーナツトーク(7月リモート出演)
- FMヨコハマ日曜から推C事(8月ゲスト出演)
- 栃木放送「イマヤスの第三HENTAI」(9月ゲスト出演)
- 日刊スポーツ紙掲載9月
- 日刊スポーツ紙掲載10月

2024
- 日刊スポーツ紙掲載1月
- 芸人響の宣伝しまSHOWROOMゲスト出演
- あさ芸ビズに「可愛すぎる俥夫」として記事が掲載
- ENCOUNTに

「アナウンサー試験100社全落ち
人力車引き&ラジオDJで存在感。浅草に恩返しが
できるように」という題目で記事が掲載。
- ENCOUNTにレインボータウンFM自身の

「水曜スペシャル」ゲスト上原亜衣さんの
回が掲載。
- 読売新聞「しあわせ小箱」コーナー

人力車とラジオDJの記事が掲載。
2025年
•NHKラジオ深夜便「インタビュー出演」(1月17日)。
•FM三重マジックアワー「宮原えりかのヨリッ！」のコーナーゲスト出演(1月24日)。
・『家の光 』（JAグループの雑誌）に
水曜スペシャルが掲載。
・上野アメ横ビジョンに，天下車屋と
レインボータウンfmのコラボCM放送。
・よろず〜ニュースに掲載。
(人力車俥夫、人力車店長、ラジオの
三刀流の話)
・日刊スポーツにもえあずさん人力車ラジオロケ掲載